# NGC 666
NGC 666 este o galaxie spirală situată în constelația Triunghiul. A fost descoperită în 22 noiembrie 1883 de către Édouard Stephan.